# Anne Auffret
Pour les articles homonymes, voir Auffret.
Anne Auffret est une chanteuse de langue bretonne et française, et harpiste celtique française, originaire de Bulat-Pestiven,. Elle s'intéresse particulièrement aux cantiques bretons.

## Biographie
Anne Auffret commence sa carrière en 1973 avec un premier album de chants accompagnés à la harpe celtique, Kanennou Santel. Elle effectue plusieurs tournées à l'étranger au début des années 1980 et rencontre en 1984 l'ensemble milanais Alia Musica qu'elle accompagne en concert. Dans le même temps, elle rencontre Yann-Fañch Kemener avec qui elle enregistre un premier album qui sera le début d'une collaboration régulière.
En 1991, elle sort Soñj, avec Jean Baron à la bombarde et Michel Ghesquière à l'orgue, qu'elle retrouvera pour d'autres collaborations. 
En 1993, elle retrouve Yann-Fañch Kemener pour un album en duo Roue Gradlon Ni Ho Salud, Chants Profanes et Sacrés de Bretagne. En 1994, elle forme l'ensemble Kan Telenn, avec Hoëla Barbedette et Muriel Desfontaine.
En 2006, elle retrouve Jean Baron, accompagné de son compère Christian Anneix au biniou kozh, pour l'album Berjelenn.
Elle a également collaboré avec Kristen Nogues, Dominig Bouchaud ou Pol Huelou.

## Discographie
- 1973 : Kanennou Santel, Velia, 2230003, 33 tours
- 197? : Locronan - Chants de Bretagne pour une troménie, avec Eliane Pronost, Studio 22, 2221, 33 tours
- 1984 : Chants Profonds de Bretagne vol 4, avec Yann-Fañch Kemener, Arion, ARN 34789, 33 tours / Réédition partielle 1985 : Chants profonds de Bretagne, Arion, ARN 64167, CD / Réédition en 2008
- 1991 : Soñj, avec Jean Baron et Michel Ghesquière, Keltia Musique, KMCD 17, CD
- 1993 : Roue Gradlon Ni Ho Salud, Chants Profanes et Sacrés de Bretagne, avec Yann-Fañch Kemener, Keltia Musique, KMCD 42 / Réédition 2001 : Keltia Musique, KMP 2005
- 2000 : Pedenn, avec Jean Baron et Michel Ghesquière, Keltia Musique, KMCD 109
- 2000 : Les plus beaux cantiques de Bretagne, avec Daniel Le Féon (bombarde) et Loïk Le Griguer (orgue), Coop Breizh, CD 919
- 2001 : Les plus beaux cantiques de Bretagne, avec Daniel Le Féon (bombarde) et Loïk Le Griguer (orgue), Coop Breizh, CD 920
- 2003 : Les plus beaux cantiques de Bretagne, avec Daniel Le Féon (bombarde) et Loïk Le Griguer (orgue), Coop Breizh, CD 921
- 2006 : Berjelenn, avec Jean Baron et Christian Anneix, Keltia musique, KMCD 188
- 2010 : Gwerz ha Sonjou E Breizh, avec Florian Baron (guitare et oud), Keltia Musique, KMCD 627
- 2013 : Réédition en coffret des trois CD Les plus beaux cantiques de Bretagne, avec Daniel Le Féon (bombarde) et Loïk Le Griguer (orgue), Coop Breizh, CD 1082

### Participations
- 1976 : An Hollaika, au chant avec : Myrdhin, Velia, 2230 033, 33 tours
- 1993 : Mor Pe Wrac'h Kozh - Mer ou Sorcière, à la harpe avec Mona Jaouen, Coop Breizh, CD 849
- 2003 : An eured, avec le duo Le Noan - Michel, An Naër Produksion
- 2003 : Skolvan, avec Ephémère, ADDM 22
- 2004 : Kanaouennoù Pier Boudouin, seul ou avec Annie Ebrel, CD
- 2011 : L'arbre noir, à la harpe avec Dominig Bouchaud & Yann Honoré, Keltia Musique, KMCD 541
- 2015 : L'Ancre D'Argent - Harpe En Bretagne, au chant avec Dominique Bouchaud, Keltia Musique, KMCD 680
- 2019 : Roudennou / Traces, avec Yann-Fañch Kemener, Buda Musique, 7715525, 2 X CD

## Récompenses
- Prix Imram